# كورتريك
كورتريك هي مدينة من مدن بلجيكا تقع في إقليم الإقليم الفلامندي. يبلغ عدد سكانها 75,506 نسمة وذلك حسب إحصائيات 1 يناير 2016. طوال القرن الـ19 والـ20، أصبحت كورتريك مركز لصناعة الكتان وتبقى اليوم منطقة مهمة في صناعة الغزل والنسيج البلجيكي.
تعد كورتريك العاصمة وأكبر مدينة في دائرة كورتريك. تتكون البلدية الأوسع من مدينة كورتراي وقرى آلبكي، وبلجيم، وبيسيجيم، وهولي، وكويجيم، ومارك، وروليجم. تعتبر كورتريك أيضًا جزء من منطقة ليل-كورتريك-تورناي الحضرية العابرة للحدود.

## التاريخ
أشارت عمليات التنقيب الأثري في عام 1950 والتي عُثر فيها على بقايا ثلاثة محارق جنائزية رومانية إلى أن الرومان استخدموا المكان للتخييم أثناء غزوهم لبريطانيا في عام 43 بعد الميلاد.
كانت المنطقة تُسمى كورتورياكوم (Cortoriacum) خلال عهد الرومان وكانت ضمن منطقة تجمع سكاني (فيكوس) غاليّة-رومانية أكبر خاصة بالمواطنين المينابيين تقع عند مفترق طرق هام بالقرب من نهر ليس والطرق الرومانية التي تربط تونجرين وكاسيل وتورناي وأودنبورغ.
في القرن التاسع، أنشأ بالدوين الثاني، كونت فلاندرز تحصينات ضد الفايكنج. حصلت المدينة على ميثاق المدينة الخاص بها في عام 1190 من فيليب الأول، كونت فلاندرز. تطلب النمو السكاني أسوارًا دفاعية جديدة، لا يزال جزءٌ منها موجودًا حتى اليوم.
في القرن الثالث عشر، أدت المعارك بين فرديناند كونت فلاندرز وابن عمه الملك لويس الثامن ملك فرنسا إلى تدمير المدينة. أعاد كونت فلاندرز بناء المدينة بعد فترة وجيزة. أعفت جوان كونتيسة فلاندرز المستوطنين في كورتراي من ضريبة الأملاك لدعم صناعة النسيج والصناعة بشكل عام. منذ ذلك الوقت، اكتسبت المدينة أهمية كمركز لإنتاج الكتان.
في عام 1302، بدأ سكان بروج انتفاضة ناجحة ضد الفرنسيين الذين كانوا قد ضموا كونتية فلاندرز إلى الأراضي الفرنسية قبل ذلك بعامين. في 18 مايو تم قتل السكان الفرنسيين في المدينة، مما أدى إلى وقوع معركة كورتراي (المعروفة أيضًا باسم معركة الرماح الذهبية) بين الشعب الفلمنكي (ومعظمهم من عامة الناس والمزارعين) وفرسان فيليب الرابع ملك فرنسا بالقرب من كورتراي في 11 يوليو، وآلت إلى انتصارٍ لفلاندرز. يتم الاحتفال بهذا التاريخ باعتباره عطلة وطنية من قبل المجتمع الفلمنكي. بعد انتفاضة جديدة قام بها الفلمنكيون عام 1323، هذه المرة ضد لويس الأول، كونت فلاندرز، قام الفرنسيون بغزو المنطقة بعد سنوات. فقد لويس الثاني، كونت فلاندرز المدينةَ في انتفاضةٍ فلمنكية قادها فيليب فان أرتيفيلدي في عام 1381، لكن الفلمنكيين هُزموا لاحقًا بشكل حاسم في معركة روزبيكه عام 1382 على يد لويس الثاني بدعم فرنسي.

### من القرن الخامس عشر وحتى العصر الحديث
شهدت المدينة ازدهارًا تحت حكم دوقات بورغندي، حتى وفاة ماري دوقة بورغونيا في عام 1482، مما أدى إلى تجدد القتال مع فرنسا.
تميز القرن السادس عشر بالمواجهات التي ولدها الإصلاح البروتستانتي وانتفاضة هولندا ضد إسبانيا.
شهد عهد لويس الرابع عشر احتلال كورتراي من قبل الفرنسيين خمس مرات خلال ستين عامًا ودُمرت تحصيناتها السابقة. نصّت معاهدة أوترخت على تخصيص المنطقة لعائلة هابسبورغ.
بعد الثورة الفرنسية وعهد نابليون، ازدهرت صناعة النسيج القائمة على الكتان وازدهر اقتصاد المدينة بشكل عام مرة أخرى.
تعرضت كورتراي لقصف شديد في صيف عام 1917، ولكن تم تحريرها من قبل الجيش البريطاني في العام التالي. خلال الحرب العالمية الثانية، كانت المدينة مركزًا هامًا للسكك الحديدية للجيش الألماني، ولهذا السبب كانت هدفًا للعديد من غارات الحلفاء الجوية. في 21 يوليو 1944 (اليوم الوطني البلجيكي) أسقطتْ حوالي 300 طائرة من طراز أفرو لانكستر أكثر من خمسة آلاف قنبلة على وسط المدينة.

## المناخ
يظهر الجدول التالي التغييرات المناخية على مدار السنة لكورتريك:
| البيانات المناخية لـكورتريك            | البيانات المناخية لـكورتريك | البيانات المناخية لـكورتريك | البيانات المناخية لـكورتريك | البيانات المناخية لـكورتريك | البيانات المناخية لـكورتريك | البيانات المناخية لـكورتريك | البيانات المناخية لـكورتريك | البيانات المناخية لـكورتريك | البيانات المناخية لـكورتريك | البيانات المناخية لـكورتريك | البيانات المناخية لـكورتريك | البيانات المناخية لـكورتريك | البيانات المناخية لـكورتريك |
| الشهر                                  | يناير                       | فبراير                      | مارس                        | أبريل                       | مايو                        | يونيو                       | يوليو                       | أغسطس                       | سبتمبر                      | أكتوبر                      | نوفمبر                      | ديسمبر                      | المعدل السنوي               |
| -------------------------------------- | --------------------------- | --------------------------- | --------------------------- | --------------------------- | --------------------------- | --------------------------- | --------------------------- | --------------------------- | --------------------------- | --------------------------- | --------------------------- | --------------------------- | --------------------------- |
| متوسط درجة الحرارة الكبرى °م (°ف)      | 6.0 (42.8)                  | 6.9 (44.4)                  | 10.7 (51.3)                 | 14.3 (57.7)                 | 18.1 (64.6)                 | 20.7 (69.3)                 | 23.2 (73.8)                 | 23.1 (73.6)                 | 19.6 (67.3)                 | 15.2 (59.4)                 | 9.9 (49.8)                  | 6.4 (43.5)                  | 14.6 (58.3)                 |
| المتوسط اليومي °م (°ف)                 | 3.5 (38.3)                  | 3.8 (38.8)                  | 6.7 (44.1)                  | 9.4 (48.9)                  | 13.2 (55.8)                 | 16.0 (60.8)                 | 18.2 (64.8)                 | 18.1 (64.6)                 | 14.9 (58.8)                 | 11.2 (52.2)                 | 7.0 (44.6)                  | 4.0 (39.2)                  | 10.5 (50.9)                 |
| متوسط درجة الحرارة الصغرى °م (°ف)      | 0.8 (33.4)                  | 0.6 (33.1)                  | 2.8 (37.0)                  | 4.5 (40.1)                  | 8.5 (47.3)                  | 11.4 (52.5)                 | 13.5 (56.3)                 | 13.0 (55.4)                 | 10.3 (50.5)                 | 7.3 (45.1)                  | 4.0 (39.2)                  | 1.6 (34.9)                  | 6.6 (43.9)                  |
| الهطول مم (إنش)                        | 70.2 (2.76)                 | 54.9 (2.16)                 | 63.6 (2.50)                 | 50.5 (1.99)                 | 63.7 (2.51)                 | 71.9 (2.83)                 | 76.3 (3.00)                 | 71.3 (2.81)                 | 68.4 (2.69)                 | 77.1 (3.04)                 | 81.1 (3.19)                 | 80.1 (3.15)                 | 829.2 (32.65)               |
| متوسط أيام هطول الأمطار                | 12.7                        | 10.6                        | 12.3                        | 9.9                         | 11.1                        | 10.1                        | 10.1                        | 9.5                         | 10.7                        | 11.9                        | 13.3                        | 13.0                        | 135.3                       |
| ساعات سطوع الشمس الشهرية               | 59                          | 79                          | 122                         | 177                         | 205                         | 200                         | 214                         | 202                         | 149                         | 119                         | 65                          | 49                          | 1٬639                       |
| المصدر: Royal Meteorological Institute |                             |                             |                             |                             |                             |                             |                             |                             |                             |                             |                             |                             |                             |

## توأمة
لكورتريك اتفاقيات توأمة مع كل من:
- باد غودزبرغ منذ (1964 - )
- طشقند
- فراسكاتي
- سان كلو
- وندسور و ميدينهيد [الإنجليزية]‏

## أعلام
- لورينزو ستالينز
- مارسيل كينت
- روبرت الثاني كونت أرتوا
- جيرمان ديريك
- بريك سكوت

## وصلات خارجية
- الموقع الرسمي